# Episodi di Hamburg Transit (seconda stagione)
La seconda stagione della serie televisiva Hamburg Transit è stata trasmessa in anteprima in Germania dalla ARD tra il 24 febbraio 1972 e il 25 maggio 1972.
| nº | Titolo originale                  | Titolo italiano | Prima TV Germania | Prima TV Italia |
| -- | --------------------------------- | --------------- | ----------------- | --------------- |
| 1  | Endstation Fuhlsbüttel            | inedito         | 24 febbraio 1972  | inedito         |
| 2  | Irma 526                          | inedito         | 2 marzo 1972      | inedito         |
| 3  | Leichtes Handgepäck               | inedito         | 9 marzo 1972      | inedito         |
| 4  | Wie man Aale fängt                | inedito         | 16 marzo 1972     | inedito         |
| 5  | Rückflug in den Tod               | inedito         | 23 marzo 1972     | inedito         |
| 6  | Mord auf Spesenkonto              | inedito         | 30 marzo 1972     | inedito         |
| 7  | Wie ihr das macht, ist eure Sache | inedito         | 6 aprile 1972     | inedito         |
| 8  | Bitte die Fahrkarten              | inedito         | 13 aprile 1972    | inedito         |
| 9  | Besuch aus Denver                 | inedito         | 20 aprile 1972    | inedito         |
| 10 | Der Doppelgänger                  | inedito         | 27 aprile 1972    | inedito         |
| 11 | Der Blechsarg                     | inedito         | 4 maggio 1972     | inedito         |
| 12 | Der letzte Auftritt               | inedito         | 18 maggio 1972    | inedito         |
| 13 | Unfall im Yachthafen              | inedito         | 25 maggio 1972    | inedito         |